# Цитрат срібла
Цитрат срібла — хімічна сполука, сіль срібла й лимонної кислоти з формулою Ag3C6H5O7. Безбарвні кристали, що не розчиняються у воді, утворюючи кристалогідрат.

## Отримання
Отримують обмінною реакцією розчинних солей: цитрату лужного металу та нітрату срібла:
{\displaystyle {\mathsf {3AgNO_{3}+Na_{3}C_{6}H_{5}O_{7}\ {\xrightarrow {}}\ Ag_{3}C_{6}H_{5}O_{7}\downarrow +3NaNO_{3}}}}

## Фізичні властивості
Цитрат срібла утворює безбарвні кристали.
Не розчиняється у воді, розчиняється в розчинах аміаку, ціанистого калію, тіосульфату натрію, лимонної кислоти.
Утворює кристалогідрати змінного складу Ag3C6H5O7•х H2O.

## Застосування
Розчинний комплекс із лимонною кислотою використовується як антимікробний засіб.